# Campus für Christus Schweiz
Campus für Christus Schweiz ist eine konfessionell unabhängige Missionsbewegung. Campus für Christus bietet Trainings, Produkte, Kurse, Camps, Beratung und Ressourcen mit dem christlichen Grundgedanken der Liebe Gottes und der Nächstenliebe an. Unter dem Dach von Campus für Christus arbeiten rund zwanzig in der Evangelisation, Erwachsenenbildung, Nothilfe, Diakonie und Mission tätigen Arbeitszweigen. Das Werk arbeitet mit allen Kirchen wie reformierte Kirche, römisch-katholische Kirche und verschiedenen Freikirchen zusammen.

## Organisation
Das als Verein mit Sitz in Zürich konstituierte Missionswerk beschäftigt rund 110 voll- und teilzeitliche Mitarbeiter in der Schweiz und unterstützt rund 800 lokale Mitarbeiter im Ausland. Der Hauptstandort befindet sich im Stadtteil Zürich-West. Das zu einem Grossteil aus privaten Spenden finanzierte Werk ist Mitglied des Ehrenkodex und verpflichtet sich, offen über den Einsatz der Spendenmittel zu informieren.
Die internationale Arbeit von Campus für Christus Schweiz engagiert sich unter dem Namen Agape international in rund neunzig Entwicklungs- und Hilfsprojekten vor allem in Asien, Südamerika und Afrika.
Geleitet wird Campus für Christus Schweiz von einer Geschäftsleitung, welcher seit November 2013 Andreas Boppart vorsteht. Davor war 1983 bis 2013 Hanspeter Nüesch langjähriger und prägender Missionsleiter.

## Ziele
Gemäss Webseite wurde Campus für Christus gegründet, um sich als Teil der weltweiten christlichen Kirche für deren Entwicklung zu engagieren. Dafür beteiligt sie sich am gesellschaftlichen Leben und gestalten die Zukunft weltzugewandt und hoffnungsvoll mit. Campus für Christus bietet Trainings, Produkte, Kurse, Camps, Beratung und Ressourcen für eine Vielfalt von Zielgruppen und Kirchen an. Das Motto lautet: Reflecting God’s love.

## Geschichte
In den USA 1951 von Bill und Vonette Bright gegründet, nahm Campus für Christus seine Tätigkeit in der Schweiz 1973 auf. Während den ersten 10 Jahren leiteten Ben und Barbara Jakob das Werk. 1983 ging die Leitung an den Missionsleiter Hanspeter Nüesch und seine Frau Vreni über, welche davor in der Studentenarbeit von Campus für Christus Schweiz engagiert waren.
Durch die missionarische „Aktion Neues Leben“ sollen nach Eigenaussage ab 1979 in der Schweiz tausende Menschen zum christlichen Glauben gekommen sein. Ab 1985 ergänzten die in unregelmässigen Abständen stattfindenden EXPLO-Konferenzen die Tätigkeit. An diesen mehrtägigen Grossanlässen zu Themen des christlichen Glaubens nahmen jeweils bis zu mehr als 10‘000 Personen teil.
Insgesamt fanden bisher acht Explo-Kongresse statt:
- Explo '85 in Basel: "Damit die Welt anders wird"
- Explo '88 in Basel: "Gebet verändert die Welt"
- Explo '91 in Lausanne: "Christus begegnen - dem Nächsten dienen"
- Explo '97 in Basel: "Vision, Passion, Mission"
- Explo '00 in Lausanne: "Live God's Love - Give God's Love"
- Explo '04 in Basel: "Gemeinsam vorwärts"
- Explo '15 in Luzern: "Fresh Faith"
- Explo '17 in Luzern: "Neuland"

Die Explo-'15-Konferenz brachte insgesamt 6500 Christen verschiedener Couleur in die Messe Luzern. Nebst den beiden Landeskirchen (Reformierte 16 %, Römisch-Katholische 5 %) waren die verschiedensten evangelischen Freikirchen mit Teilnehmenden sowie insgesamt 120 Ausstellern vertreten.
In der weiteren Entwicklung kamen neue Arbeitsgebiete dazu, beispielsweise für Sportler, Musiker, Frauen oder Ehepaare und Familien. Ab 1991 wurde das Werk mit Agape international auch im Ausland tätig.
In den 2000er Jahren wurde Campus für Christus verstärkt in den beiden Bereichen Jugend und Online-Angebote tätig und lancierte unter anderem speziell auf Jugendliche ausgerichtete Events oder Webseiten wie www.thefour.ch, die sich mit dem christlichen Glauben auseinandersetzen.
Als Partnerorganisation entstand 2016 die Hilfsorganisation GAiN Switzerland, welche sich für Nothilfe in Krisengebieten und praktische Hilfe für Flüchtling einsetzt.

## Arbeitszweige
Die Organisation ist auch in der französischsprachigen Schweiz unter dem Namen Campus pour Christ mit einem Büro in Lausanne aktiv und unterhält vom Hauptstandort in Zürich aus eine Arbeit für die italienische Schweiz (Campus per Cristo). In der Deutschschweiz ist das Werk in rund 20 Arbeitszweige gegliedert.
Arbeitszweige sind:
- Alphalive-Kurs: ein Grundlagenkurs für Personen, die sich für den christlichen Glauben interessieren
- Athletes in Action: Veranstalter von Sport Camps und Anbieter von Sportlerseelsorge unter anderem an olympischen Spielen
- Campus live: Studentenarbeit von Campus für Christus, bietet persönliches Coaching und Kurse in Lern- und Arbeitsmethodik an
- Crescendo: Musik- und Künstlerarbeit, mit dem Ziel, kirchenferne Personen mittels Kultur auf den christlichen Glauben hinzuweisen
- FamilyLife: Anbieter von Kursen zur Ehe-Vorbereitung, Ehe-Gestaltung und Erziehung
- Frauenfrühstück: Frühstückstreffen mit Referaten für Frauen
- Leben in Freiheit: Kurse für Kirchen und Gruppen zu Themen wie Gottes Ideen für die Menschen oder Jüngerschaft

## Publikationen
Die Organisation gibt viermal jährlich die Themenzeitschrift „Magazin Amen“ (früher Christliches Zeugnis) heraus, die sich praktischen Glaubensthemen widmet.
Verschiedene Führungspersonen von Campus für Christus Schweiz haben in den letzten Jahren Bücher veröffentlicht, darunter „Ruth und Billy Graham: Ein Ehepaar verändert die Welt“ von Hanspeter Nüesch, „Glauben mit Herz – Leben mit Sinn“ von Peter Höhn. oder "Voll in die Birne" von Andreas Boppart.
Zudem hält das Werk die Lizenzrechte zum Vertrieb des Jesus-Films in der Schweiz.

## Internationale Vernetzung
Die Organisation ist ein eigenständiger, rechtlich unabhängiger Teil der internationalen Bewegung Campus Crusade for Christ International (CCCI) beziehungsweise von Agape Europe.